# Operation Polarfuchs
Operation Polarfuchs var en del av en större tysk och finländsk operation kallad Silberfuchs, i inledningen av Operation Barbarossa och fortsättningskriget mellan Sovjetunionen och Finland juli 1941. Ansvarig för utförande av operationen var XXXVI Armeekorps under ledning av general Hans Feige. Målet var att inta hamnstaden Murmansk.